# Terrebonne (Oregon)
Terrebonne – jednostka osadnicza w Stanach Zjednoczonych, w stanie Oregon, w hrabstwie Deschutes.